# Schuyler Merritt

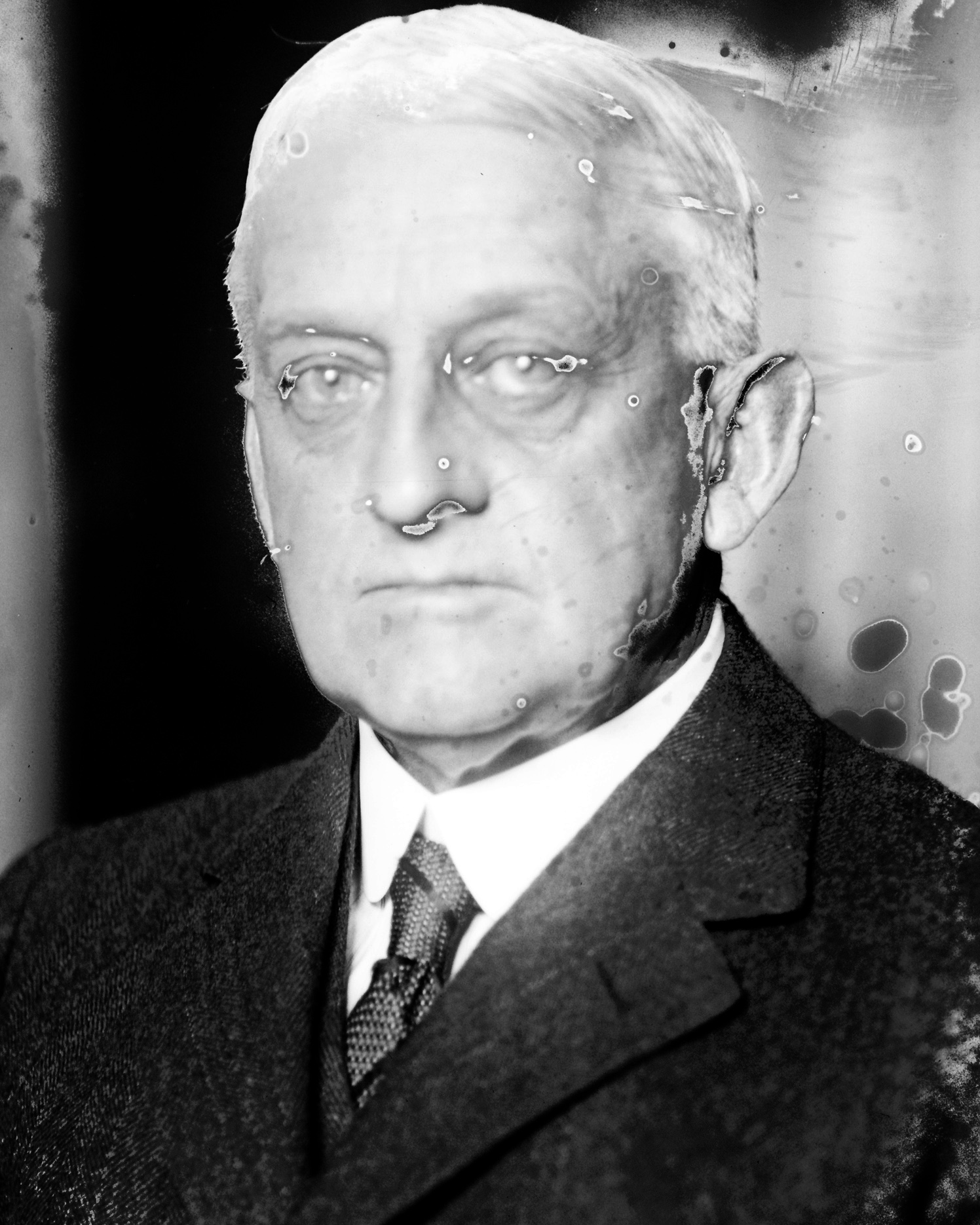
Schuyler Merritt

Schuyler Merritt (* 16. Dezember 1853 in New York City; † 1. April 1953 in Stamford, Connecticut) war ein US-amerikanischer Politiker. Zwischen 1917 und 1931 sowie nochmals von 1933 bis 1937 vertrat er den Bundesstaat Connecticut im US-Repräsentantenhaus.

## Werdegang
Bereits im Jahr 1855 kam Schuyler Merritt mit seinen Eltern nach Stamford in Connecticut. Dort besuchte er private Schulen. Danach studierte er bis 1873 am Yale College und bis 1876 an der Columbia University in New York Jura. Er scheint aber nicht als Jurist praktiziert zu haben. In den folgenden Jahren war er im Handwerk bei der Herstellung von Schlüsseln und Schlössern tätig. Zwischen 1877 und 1917 war er auch im Bankgewerbe engagiert.
Politisch war Merritt Mitglied der Republikanischen Partei. Im Jahr 1904 gehörte er einer Kommission zur Überarbeitung der Staatsverfassung von Connecticut an. Zwischen 1910 und 1916 war er Mitglied im Bildungsausschuss seines Staates und im Jahr 1916 war er Delegierter zur Republican National Convention in Chicago. Nach dem Tod des Kongressabgeordneten Ebenezer J. Hill wurde Merritt im Jahr 1917 bei der notwendigen Nachwahl im vierten Wahlbezirk von Connecticut in das US-Repräsentantenhaus in Washington, D.C. gewählt. Nachdem er bei den sechs folgenden regulären Kongresswahlen in seinem Mandat bestätigt wurde, konnte er zunächst zwischen dem 6. November 1917 und dem 3. März 1931 im Kongress verbleiben. In diese Zeit fielen der Erste Weltkrieg, die bundesweite Einführung des Frauenwahlrechts, das Prohibitionsgesetz und der Beginn der Weltwirtschaftskrise im Oktober 1929.
Bei den Wahlen des Jahres 1930 unterlag Merritt dem Demokraten William L. Tierney. Zwei Jahre später, im Jahr 1932, gelang es Merritt, Tierney bei den Wahlen zu schlagen und seinen alten Sitz im Kongress zurückzugewinnen. Dieser Wahlsieg war gegen den damaligen Bundestrend zu Gunsten der Demokraten. Nach einer Wiederwahl im Jahr 1934 konnte er zwischen dem 4. März 1933 und dem 3. Januar 1937 zwei weitere Legislaturperioden im Kongress verbringen. Diese waren von der damaligen Wirtschaftskrise geprägt. In dieser Zeit wurden auch viele der New-Deal-Gesetze der Regierung des demokratischen Präsidenten Franklin D. Roosevelt verabschiedet. Merritts Republikanische Partei stand in Opposition zur Politik des Präsidenten. Bei den Kongresswahlen des Jahres 1936 verlor Merritt gegen Alfred N. Phillips.
Nach dem Ende seiner Zeit im US-Repräsentantenhaus wurde Merritt wieder in der Wirtschaft tätig. Er war sowohl an der Yale & Towne Manufacturing Co. als auch an der Stamford National Bank beteiligt. Schuyler Merritt starb am 1. April 1953 im Alter von 99 Jahren in Stamford; dort wurde er auch beigesetzt.